# Crash Bandicoot (videojuego)
Crash Bandicoot es un videojuego de plataformas desarrollado por Naughty Dog y publicado por Sony Computer Entertainment para la PlayStation en 1996. El jugador controla a Crash, un bandicut mejorado genéticamente creado por el científico loco Doctor Neo Cortex. La trama sigue a Crash en su intento por rescatar a su novia Tawna, y frustrar los planes del científico Neo Cortex para dominar el mundo. Si bien el título cuenta principalmente con un sistema de perspectiva en tercera persona, algunos de sus niveles muestran una vista tanto lateral como frontal.
Después de aceptar un contrato de publicación de Universal Interactive Studios, los cofundadores de Naughty Dog, Andy Gavin y Jason Rubin, emprendieron un viaje por carretera a través del país desde Boston a Los Ángeles. Durante este tiempo, decidieron crear un juego de plataformas de acción basado en personajes desde una perspectiva tridimensional. Decidieron crear uno de ese tipo porque les pareció que era lo más popular en ese entonces en los dispositivos arcade o máquinas recreativas. Al percatarse de que Sony carecía de una mascota en los videojuegos, Naughty Dog y Universal Interactive se mostraron interesados en que el protagonista de su proyecto asumiera ese rol. 
Los dibujantes Joe Pearson y Charles Zembillas estuvieron a cargo de crear la trama y los personajes. Aunque originalmente el protagonista iba a ser llamado «Willy the Wombat», posteriormente se cambió por el de Crash Bandicoot. El nombre del juego surgió de la destrucción repetitiva de objetos en forma de caja por parte del bandicut controlado por el jugador. Estos elementos aparecen de forma notable en los distintos niveles para evitar que luzcan vacíos ante el usuario. Sony acordó publicarlo luego de una demostración de Naughty Dog, mientras que el título se presentó en la E3 de 1996, un evento comercial dedicado a la industria de videojuegos.
Crash Bandicoot recibió reseñas generalmente positivas de los críticos, quienes elogiaron los gráficos, la presentación, el audio, el nivel de dificultad y, el carácter del título del juego, pero criticaron su linealidad y falta de innovación como título de plataformas. Finalmente vendió más de seis millones de unidades, lo que lo convierte en el octavo videojuego de PlayStation más vendido de todos los tiempos, y en el más vendido en los Estados Unidos. Para el lanzamiento japonés, la jugabilidad y la estética se sometieron a una amplia remodelación para hacer que el juego fuera más agradable para el público japonés y, como resultado, también logró el éxito comercial. 
Crash Bandicoot se convirtió en la primera entrega de una serie de juegos del mismo nombre, con el cual logró el éxito comercial y el de la crítica, lo que desembocó en establecer la reputación de Naughty Dog en la industria de los videojuegos. Una versión remasterizada, incluida en la colección Crash Bandicoot N. Sane Trilogy, fue lanzada para PlayStation 4 en junio de 2017, y portada a otras plataformas en junio de 2018.

## Sistema de juego
Crash Bandicoot es un videojuego de plataformas en el que los jugadores controlan al protagonista titular, Crash, a lo largo de treinta y dos niveles, para derrotar a Doctor Neo Cortex y rescatar a Tawna Bandicoot. La mayor parte del juego posee una perspectiva en tercera persona. Ciertos escenarios que requieren que huya de una roca rodante invierten esta perspectiva, mientras que otros se juegan desde una perspectiva tradicional de desplazamiento lateral. Crash es capaz de moverse en todas las direcciones; además de moverse hacia la izquierda y hacia la derecha, puede alejarse o acercarse al usuario, y los controles no cambian con su posición. Sus dos formas principales de ataque consisten en saltar sobre los enemigos y realizar un ataque giratorio que los expulsa de la pantalla. Los adversarios pateados pueden golpear a otros que están actualmente en pantalla. En un par de niveles el jugador no controla al personaje principal, sino a un jabalí sobre el cual va montado Crash, para esquivar una serie de obstáculos y rivales en su trayecto.
Dispersos a lo largo de cada fase hay varios tipos de cajas que se pueden abrir saltando sobre ellas, girando hacia ellas o golpeando a un enemigo contra ellas. La mayoría contienen «Fruta Wumpa» que le puede otorgar una vida extra si se recolectan cien. Algunas de estas muestran un icono de lo que contienen. Las cajas que muestran a Aku Aku otorgan a Crash de una máscara flotante que lo protege de un solo enemigo o peligro. Recolectar tres consecutivamente y le otorga la invulnerabilidad temporal de todos los peligros menores. Los cofres marcados con una «C» actúan como puntos de control donde el personaje puede reaparecer después de perder una vida. Las metálicas marcadas con un signo de exclamación hacen que un elemento del entorno que las rodea cambie si son golpeadas. Las TNT activan un temporizador de tres segundos que culmina en una explosión, mientras que girar hacia ellas provoca una detonación inmediata.
En aproximadamente la mitad de los niveles, ciertas cajas contienen fichas a semejanza de Tawna, Cortex o su asistente Nitrus Brio. Recolectar tres fichas de un solo personaje que lo transporta a una «ronda de bonificación» donde debe romper cofres en un área de desplazamiento lateral. Caerse de la pantalla durante una ronda de bonificación no le cuesta la vida al usuario, pero lo envía de regreso al punto desde el que fue transportado. Algunas etapas contienen rondas de bonificación para dos protagónico diferentes. Las de Tawna están diseñadas para ser las más fáciles y abundantes, y completar una le permite al jugador guardar su juego. Las de Brio son más difíciles, presentan más TNT y requieren saltos más precisos. Las de Cortex son las más difíciles y solo se incluyen en dos fases. Completar la ronda de bonificación de Cortex le otorga a Crash una llave que desbloquea un nivel secreto.
Completar un escenario sin perder una vida y después de romper todas sus cajas —excepto en las rondas de bonificación—  le otorga una gema, que se muestra junto al nombre de la zona en la pantalla del mapa. Si el usuario completa un nivel en una vida sin romper todas los cofres, una pantalla muestra la cantidad que se perdieron, y si el jugador pierde vidas en el transcurso, son enviadas directamente a la pantalla del mapa al finalizar la fase. Si bien la mayoría de las gemas son transparentes e incoloras, las de seis colores le permiten a Crash acceder a áreas en niveles anteriores que antes no podía alcanzar. Recolectar las veintiséis para desbloquea una secuencia de epílogo especial accesible desde la penúltima área del juego.

## Trama
En un archipiélago aislado a 300 millas —480 km— al oeste de Tasmania, el científico loco Doctor Neo Cortex usa su «Rayo-Evolvo» para alterar genéticamente la vida silvestre local y convertirla en un ejército de soldados con el propósito de dominar el mundo. Entre estos se encuentra un bandicoot barrado oriental llamado Crash, a quien selecciona para ser el general de su ejército. Un día antes de ser sometido al «Cortex Vortex», una máquina destinada a lavarle el cerebro, se une a una bandicoot llamada Tawna, pero es rechazado por la máquina y expulsado del castillo, cayendo en picado hacia el océano. Aku Aku, un espíritu médico brujo que actúa como guardián de las islas, lo ayuda en su misión.
Crash emprende un viaje a través del archipiélago que se extiende por varios meses. Atraviesa una aldea nativa y derrota al jefe tribal hostil Papu Papu. Cortex recibe noticias del acercamiento de Crash y envía a sus soldados para deshacerse de él. Después de derrotar a Ripper Roo, Koala Kong y Pinstripe Potoroo, llegan a la fortaleza y se enfrentan a su asistente, el Doctor Nitrus Brio, quien lucha contra Crash ingiriendo una poción para transformarse en un monstruo verde gigante. En este momento se escapa a la aeronave, mientras Cortex aborda un aerodeslizador y lo ataca con una pistola de plasma, mientras su castillo arde detrás de ellos. Crash desvía los rayos de energía de Cortex contra él y hace que caiga del cielo. Tawna lo abraza mientras los dos viajan en la aeronave de Cortex hacia el atardecer.
El epílogo profundiza en el destino de los personajes principales luego de la derrota y desaparición de Cortex. Papu Papu vende los restos del castillo de Cortex a un desarrollador turístico y usa las ganancias para abrir una tienda de ropa de tallas grandes; Ripper Roo se somete a una intensa terapia y educación superior, y es autor de un libro bien recibido que analiza la rápida evolución y sus consecuencias; Koala Kong se muda a Hollywood y se convierte en actor de cine; Pinstripe abre una empresa de saneamiento en Chicago y se prepara para una campaña para gobernador; y Brio redescubre el amor por la coctelería.

## Desarrollo

### Concepción
El 5 de enero de 1994, Skip Paul, el vicepresidente ejecutivo de MCA Inc., interesado en emular la aparente tendencia de los estudios de cine de abrir sus propias divisiones de videojuegos, decidió establecer una similar en Universal, la cual pasó a denominarse Universal Interactive Studios. La intención inicial de Universal Interactive era contratar desarrolladores independientes con la intención de crear juegos y películas interactivas basadas en las franquicias existentes de Universal. En el Winter Consumer Electronics Show de ese año, los fundadores de Naughty Dog, Andy Gavin y Jason Rubin mostraron su último juego Way of the Warrior en busca de una distribuidora; Universal Interactive disputó los derechos de publicación del título con The 3DO Company y Crystal Dynamics; a manera anecdótica, su stand en el evento estaba situado casi al lado del Naughty Dog. Una vez concretado el acuerdo, Universal le garantizó a la desarrolladora la financiación de tres títulos más en los que habría de tener completa libertad creativa, una acción catalogada como inusual en esa época ya que el propósito del primero era que Naughty se concentrara el tiempo suficiente en dichos productos para satisfacer las expectativas de los ejecutivos del estudio.
Antes de mudarse de Boston a Los Ángeles, en agosto de 1994, Gavin y Rubin contrataron a Dave Baggett, amigo de Gavin con quien este había estudiado en el Instituto de Tecnología de Massachusetts. A pesar de lo anterior, Bagget se involucró de tiempo completo en el proyecto hasta enero de 1995. En esa etapa, Gavin y Rubin llegaron a la conclusión de que los videojuegos arcade de carreras, luchas y disparos ya empezaban a renderizarse completamente en 3D. Su idea inicial era desarrollar un beat 'em up en tercera dimensión basado en Final Fight, sin embargo prefirieron producir uno que combinara plataformas y acción, géneros que carecían de juegos en 3D en esa época. Se mostraron particularmente interesados en juegos como Donkey Kong Country y su perspectiva en tres dimensiones. Dado que el jugador tendría siempre una vista trasera del protagonista mediante esta panorámica, en algún momento el dúo se refirió despectivamente como «el juego del culo de Sonic». La tecnología básica para la entrega y la serie Crash Bandicoot se creó conjuntamente en algún lugar cerca de Gary, Indiana. Para cuando arribaron a Colorado, ya tenían un bosquejo del título. De este viaje resultó también un diseño que habría de derivar en Al O. Saurus and Dinestein, un videojuego de desplazamiento lateral basado en viajes en el tiempo y científicos genéticamente fusionados con dinosaurios.
Naughty Dog se reunió con Cerny después de mudarse a sus nuevas oficinas en Universal City, California. Al grupo le gustó por unanimidad la idea de «Juego de culo de Sonic» y discutieron para qué sistema de videojuegos desarrollarlo. Al decidir que el 3DO Interactive Multiplayer, Atari Jaguar, Sega 32X y Sega Saturn eran opciones insatisfactorias debido a las bajas ventas y las unidades de desarrollo que consideraban «torpes», el equipo finalmente eligió desarrollar el juego para la PlayStation de Sony considerando que tanto la compañía como la consola eran «sexy», y teniendo en cuenta que no contaba con una mascota competidora en sus entregas. Después de firmar un acuerdo de desarrollador con la compañía, Naughty Dog pagó 35 000 dólares por una unidad de desarrollo de la consola, y la recibió en septiembre de 1994. Se fijó un presupuesto de desarrollo de 1.7 millones de dólares para el título, y la producción comenzó en octubre de 1994. Rubin y Gavin fueron los desarrolladores individuales 44 y 45 en firmar el desarrollo para la consola, y, según la aproximación de Rubin, Crash Bandicoot es el juego número treinta en comenzar el desarrollo para PlayStation. David Siller estuvo asignado como productor del título por Universal Interactive debido a su experiencia en el diseño de videojuegos, a pesar de la renuencia de Gavin y Rubin a tener un productor.

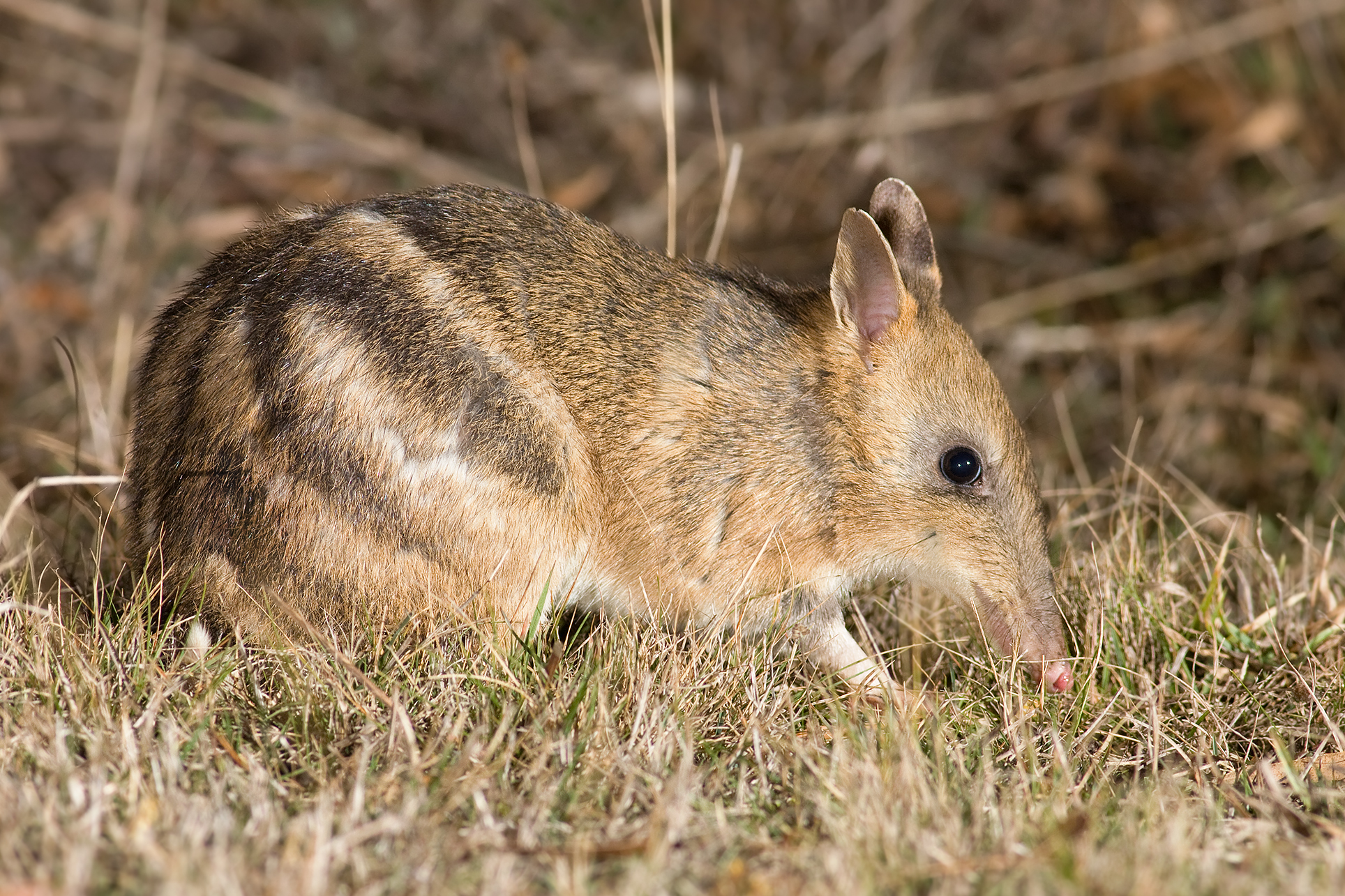
Bandicut, un pequeño mamífero de Australia, inspiró la creación de Crash.

Antes del desarrollo de Crash Bandicoot, Naughty Dog quería hacer lo que hicieron Sega y Warner Bros. Mientras diseñaban sus respectivos personajes (Sonic the Hedgehog y el Demonio de Tasmania) querían incorporar un animal que fuese «lindo, real y que nadie supiera realmente sobre él». El equipo compró una guía de campo sobre mamíferos de Tasmania y seleccionó el wombat, el potorous y un bandicut como opciones. Gavin y Rubin eligieron a «Willie the Wombat» como nombre temporal para el protagonista. El nombre nunca fue definitivo debido a que sonaba «demasiado tonto», y porque sonaba como una propiedad existente con ese mismo nombre que no era un videojuego; el mote también era utilizado por Hudson Soft para su juego de rol Willie the Wombat, exclusivo de Japón para la Sega Saturn. Si bien el personaje era efectivamente un bandicut, todavía se lo conocía como «Willie the Wombat», ya que aún no se había formulado un nombre final. El villano se creó mientras Gavin y Rubin comían cerca de Universal Interactive Studios. A él se le ocurrió la idea de un «villano genio malvado con una gran cabeza» que permitía percibir su personalidad por «su actitud con sus secuaces». Rubin, aficionado a la serie animada de televisión Pinky y Cerebro, imaginó un «Cerebro más malévolo», con secuaces que se asemejan a las comadrejas en ¿Quién engañó a Roger Rabbit?. Después de que Gavin interpretase una «voz tonta de villano» que representaba la actitud que tenía en mente para el personaje, se les ocurrió instantáneamente llamarlo Doctor Neo Cortex.
Tras su experiencia previa con Way of the Warrior, ambos reconocieron que se necesitaría un personal de desarrollo más grande para crear su nuevo título. Cuando se instalaron en la sección trasera de montaje de escenarios de Universal Interactive, Gavin, Rubin y Baggett se hicieron amigos de Taylor Kurosaki, un artista de efectos visuales que estaba trabajando en la serie de televisión seaQuest DSV, en el mismo edificio. Kurosaki, que había estado usando LightWave 3D en su trabajo, se sintió atraído por la oportunidad de aprender y usar PowerAnimator, y se convirtió en el siguiente empleado de Naughty Dog el 5 de enero de 1995. Bob Rafei también ha sido contratado por esta época y se le asignó el cargo de director de arte.

### Diseño de personajes y arte
En marzo de 1995, Universal Interactive y Naughty Dog contrataron a Joe Pearson de Epoch Ink para que les ayudase en el aspecto visual de la producción. Pearson, a su vez, recomendó que también se incorporara a Charles Zembillas de American Exitus. Pearson y Zembillas se reunían semanalmente con Naughty Dog para crear los personajes y los entornos. Debido a que el protagonista era de Tasmania, se decidió que el juego se desarrollaría en una isla misteriosa donde se podrían encontrar todo tipo de entornos posibles, con el razonamiento adicional de que un genio malvado como Cortex requeriría de una fortaleza. Pearson creó una biblia conceptual que incluía historias de fondo detalladas para Crash y Cortex y estableció el escenario del título como los restos del continente perdido de Lemuria.
Los bocetos iniciales de Crash de Zembillas lo representaban como un personaje «achaparrado y agazapado». Después de que Pearson dibujase una versión que era más delgada, tenía una nariz más grande y usaba una máscara parecida a la del Zorro, Zembillas comenzó a dibujar como «un poco más maníaco y loco». Naughty Dog decidió desde el principio que no habría conexión entre un animal real y el diseño final, que en cambio estaría determinado «51 % por necesidad técnica y visual y 49 % por inspiración». Gavin determinó el color del pelaje al crear una lista de personajes populares y sus colores, y luego hizo una lista de posibles antecedentes terrenales —como bosques, desiertos, playas, entre otros—. Las tonalidades que no se verían bien en la pantalla estaban estrictamente prohibidos, como el rojo, que sangraría en los televisores más antiguos. El naranja ha sido seleccionado por proceso de eliminación. La cabeza de Crash se hizo grande y sin cuello para contrarrestar la baja resolución de la pantalla y permitir que sus expresiones faciales fueran discernibles. Rubin notó que esto era la mayor dificultad para girar la cabeza del personaje con este tipo de diseño. Se agregaron pequeños detalles como guantes, puntos en la espalda y un cofre de color claro para ayudar al jugador a determinar qué lado era visible según el color. A Crash no le pusieron cola ni tirantes con solapas debido a la incapacidad de PlayStation para mostrar correctamente dichos píxeles sin parpadear. El largo de los pantalones se acortó para evitar que sus tobillos se movieran como lo harían con pantalones más largos. Se ideó originalmente como un héroe hablante que, como resultado de su sujeción al Cortex Vortex, se comunicaba en una serie de extrañas Non sequitur derivadas de la literatura clásica y la cultura pop. El equipo finalmente decidió que sería mudo porque consideraban que las voces de los personajes en los anteriores videojuegos eran «sosas, negativas y dificultaban identificar a cual de ellos pertenecía».
Gavin y Rubin describieron a Cortex a Zembillas como «[que tiene] una cabeza enorme pero un cuerpo diminuto, es un científico loco y se viste parecido a un nazi de Los Supersónicos». Gavin posee los bocetos en tinta originales de Zembillas de Crash, mientras que Rubin posee los bocetos originales de Cortex. Se concibió originalmente como un personaje de videojuego consciente de sí mismo que estaba molesto por los clichés que encarnaba y se dirigía hacia la audiencia a lo largo del título. Este aspecto se eliminó después de que Naughty Dog decidiera que las escenas interrumpirían el ritmo. La mano derecha de Cortex, el Doctor Nitrus Brio, originalmente llamado «Needy Brio», se desarrolló como un Florete.
Aku Aku se concibió originalmente como un personaje humano anciano que se comunicaba a través de murmullos solo inteligibles para Crash, de manera similar a la dinámica entre C-3PO y R2-D2 de la franquicia Star Wars. Su nombre proviene de un restaurante polinesio ubicado cerca de la estación Alewife, que presentaba estatuas tiki gigantes en el frente. Las máscaras de Aku Aku que protegen al protagonista fueron una adición tardía destinada a equilibrar la dificultad. Debido a que la sugerencia inicial de Cerny de un escudo translúcido habría sido técnicamente poco práctica, las carátulas flotantes se crearon como una alternativa de bajo polígono.

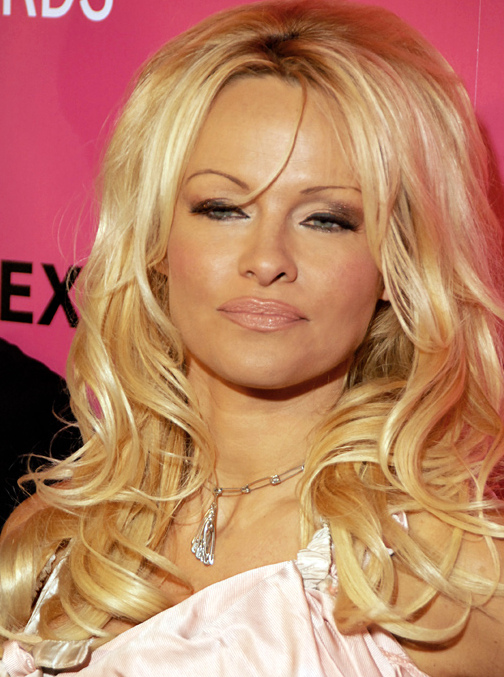
Según Naughty Dog, Tawna es la réplica de «Pamela Anderson pero con cerebro».

Los personajes Ripper Roo y Papu Papu dieron la oportunidad a los animadores de implementar funciones como acción superpuesta y simular el movimiento de las partes obesas de un cuerpo, respectivamente; el primero también sirvió como demostración humorística de los peligros del Cortex Vortex. Pinstripe Potoroo y Tawna (originalmente llamada «Karmen») se inspiraron respectivamente en El padrino y en la actriz Pamela Anderson, aunque el diseño de Tawna se redujo para ser menos provocativo. Los hermanos Komodo y Tiny Tiger, que aparecieron como jefes en futuros videojuegos de la saga, fueron creados originalmente para el primer juego.
Al crear los niveles para el título, Pearson primero dibujó cada entorno y luego diseñó y creó elementos individuales adicionales. Primero preparó un aspecto orgánico y descuidado del juego, evitando por completo las líneas rectas y las esquinas de 90 grados. Un artista de Naughty Dog dibujó cada objeto de fondo antes de modelarlo con el computador. A los artistas de la empresa se les encargó hacer el mejor uso de las texturas y reducir la cantidad de geometría. Los elementos oscuros y claros se yuxtapusieron para crear interés visual y separar la geometría que tenían. Los artistas entrecerraban los ojos cuando dibujaban, texturizaban y jugaban con los escenarios para asegurarse de que pudieran jugarse con el valor de la luz en solitario. Se aseguraron de usar el color correctamente eligiendo tonalidades mutuamente acentuados para los niveles «Lost City» y «Sunset Vista». Según Rubin, los artistas trabajaron en las imágenes durante ocho meses antes de que se programara todo en el código del juego.

### Gráficos
La producción de Crash Bandicoot usó estaciones de trabajo basadas en Silicon Graphics de 100 000 dólares, con un sistema de herramientas basado en IRIX en lugar de las computadoras personales de 3 000 dólares, que eran el estándar en ese momento. La PlayStation tenía un modo de video de 512×240 que usaba memoria de video que normalmente se usaba para texturas, pero era efectiva para renderizar polígonos sombreados pero sin textura con un detalle más nítido. Rubin señaló que, dado que los polígonos en los caracteres tenían solo unos pocos píxeles de tamaño, los caracteres sombreados se verían mejor que los texturizados. Así, los cuadriláteros fueron enfatizados sobre las texturas; Esto ha sido ventajoso ya que permitió a los programadores trabajar con más y les permitió evitar la falta de corrección de textura o recorte de PlayStation. Para darle al juego más parecido a una caricatura animada, se implementó la animación de vértice en lugar de la skeletal animation estándar con ponderación de «una articulación»; Esto permitió a los programadores utilizar la ponderación de tres a cuatro uniones más sofisticada disponible en PowerAnimator. Debido a que la consola no pudo igualar esto en tiempo de ejecución, la ubicación de cada vértice se almacenó en cada cuadro a treinta cuadros por segundo. Gavin, Baggett y Cerny intentaron inventar un compresor de lenguaje ensamblador para esta forma de animación; La versión de Cerny, aunque la más complicada, era la más exitosa de las tres. El método de animación de vértices permitió a Crash mostrar una gama mucho más amplia de expresiones faciales que los personajes de videojuegos de la competencia en ese momento. Rubin creó el modelo de Crash con 532 polígonos y animó a todos los personajes. Debido a que las piernas de Cortex eran demasiado cortas para que su modelo caminara correctamente, se mantuvo inmóvil en muchas de sus apariciones.
Para obtener los detalles gráficos extensos y detallados, Rubin, Gavin y Baggett investigaron el cálculo de visibilidad en los videojuegos que siguieron a Doom y concluyeron que un cálculo previo exhaustivo de la visibilidad permitiría que generara un mayor número de cuadriláteros. Después de experimentar con el control de la cámara en itinerancia libre, el equipo se decidió por una cámara de raíl ramificada que seguía al lado, detrás o delante del personaje, generalmente mirándolo, moviéndose en una «pista» a través del mundo. Dado que solo se pueden ver 900 polígonos en la pantalla a la vez, partes del paisaje quedaron ocultos a la vista usando árboles, acantilados, paredes y giros y vueltas en el entorno. Gavin creó texturas procedimentales para superar la falta de memoria de textura disponible. Cada nivel de Crash Bandicoot contiene de seis a ocho megabytes de texturas. Baggett creó compresores bidireccionales que redujeron los escenarios de 128 a 12 megabytes y les permitieran ser compatibles con la memoria de acceso aleatorio de dos megabytes de PlayStation. Las etapas resultaron ser tan grandes que la primera fase de prueba creado no se pudo cargar en el PowerAnimator y tuvo que cortarse en dieciséis partes. Cada pieza tardó unos diez minutos en cargarse en una máquina de 256 megabytes. Para remediar la situación, Baggett creó el DLE —«Dave's Level Editor»—, una herramienta de diseño de niveles con la que los valores RGB de todo el mapa de una etapa se utilizaron para ensamblar entornos con una sucesión de diez a quince capas de Adobe Photoshop, que indicaban cómo se debían combinar las partes. Rafei creó casi todos los fondos del juego.
Universal Animation Studios produjo un par de escenas con animación, dibujadas a mano para que sirvieran como introducción y final del título, y también para que pudieran servir como material para hacer una serie animada en caso de que el juego llegase a ser bien recibido y comercialmente exitoso. Las escenas dibujadas a mano se eliminaron después de que Sony Computer Entertainment recogiera Crash Bandicoot para su publicación, ya que deseaba impulsar los gráficos poligonales en tercera dimensión de PlayStation. Siller subió las escenas a YouTube en 2015.

### Diseño de niveles
Naughty Dog tomó la decisión temprana de diseñar Crash Bandicoot como un juego clásico de plataformas basado en la acción, en lugar de un videojuego basado en la exploración de mundo abierto que representa sus entornos completamente en tres dimensiones. Para codificar los personajes y la jugabilidad, Gavin y Baggett crearon el lenguaje de programación «Game-Oriented Object LISP» —GOOL— utilizando la sintaxis LISP. Los dos primeros niveles de prueba creados no se integraron en la versión final porque eran demasiado abiertos y tenían demasiados polígonos. Durante el verano de 1995, el equipo se centró en crear etapas que fueran funcionales y divertidas y, utilizó los escenarios de fábrica de Cortex para experimentar con este objetivo; la configuración mecánica permitió al equipo renunciar a los diseños de bosques complejos y orgánicos y destilar el título de dos ejes. Las primeras dos zonas funcionales, «Heavy Machinery» y «Generator Room», utilizaron el juego 2.5D y presentaron técnicas básicas utilizadas anteriormente en Donkey Kong Country, como ventilaciones de vapor, plataformas de caída, almohadillas hinchables, tuberías calientes y enemigos que se movían de un lado a otro, lo cual se organizó en combinaciones progresivamente más difíciles a medida que avanzaba el nivel. Los ataques de salto y giro de Crash se refinaron en estos dos áreas. «Cortex Power» incorporó el punto de vista original de «trasero de Sonic» —detrás del personaje y sobre el hombro— presentado en las dos etapas de prueba. Después de trabajar en esos tres, se creó la primera zona operativa con temática de la jungla, «Jungle Rollers», a partir de piezas del primer escenario de prueba fallido dispuesto en un corredor entre árboles. Posteriormente, se desarrollaron de dos a tres niveles para cada tema ambiental creado, con el primero presentando un conjunto introductorio de desafíos y las áreas posteriores agregando nuevos obstáculos —como plataformas que caen y se mueven en la segunda etapa con el tema de la jungla— para aumentar la dificultad. Los diseños y la mecánica generalmente no se dibujaron en papel de antemano y fueron en gran parte el resultado de prueba y error por parte del equipo de Naughty Dog. Siller creó bocetos y resúmenes para documentar el resultado, pero luego usó los documentos para reclamar el crédito por los diseños y la mecánica.
Después de desarrollar el título principal, Naughty Dog se dio cuenta de que tenía muchas áreas vacías debido a la incapacidad de PlayStation para generar múltiples enemigos en la pantalla. En un intento de remediar esto, crearon las «Frutas Wumpa», que aparecían en tres dimensiones por medio de una serie de texturas, pero esto no se consideró lo suficientemente emocionante. Un sábado de enero de 1996, Gavin y Rubin concibieron la mecánica de las cajas, razonando que los cofres estarían formados por una pequeña cantidad de polígonos y múltiples tipos de los cuales podrían combinarse con un efecto interesante. Gavin lo codificó mientras que Rubin modeló algunas básicas, así como una TNT explosiva y dibujó texturas rápidas. Las primeras cajas se integraron en el juego seis horas después y se colocaron muchas más durante los días siguientes. En febrero de 1996 se habían creado más de veinte niveles que se encontraban en diversas etapas de finalización.
Kurosaki diseñó tres cuartas partes de las etapas. Uno de los últimos escenario que creó ha sido «Stormy Ascent», que era aproximadamente cuatro veces más largo que los otros escenarios. Aunque el nivel era completamente jugable, Naughty Dog consideró que era demasiado difícil y que le faltaba tiempo para hacerlo más fácil, y decidió eliminarlo antes de enviar la versión definitiva a Sony. Debido a que eliminar la fase por completo se consideró demasiado arriesgado, se dejó oculto dentro del disco, aunque accesible para jugar a través de GameShark. Stormy Ascent fue posteriormente recreado por Vicarious Visions y lanzado como contenido descargable para Crash Bandicoot N. Sane Trilogy el 20 de julio de 2017.

### Audio

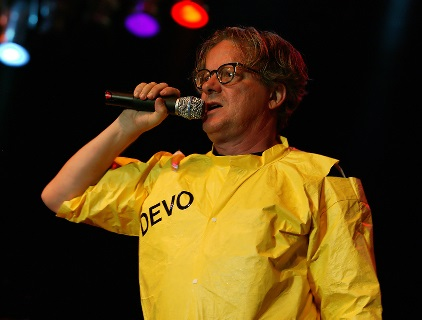
Mark Mothersbaugh (fotografiado en 2006), compositor de la música de Crash Bandicoot.

La música de Crash Bandicoot fue un aspecto de última hora añadido al juego antes de su presentación en el E3. Siller propuso que, en lugar de ritmo convencional, Gavin podría crear una «sinfonía caótica urbana» donde se combinarían efectos de sonido aleatorios, como vocalizaciones de pájaros, bocina de vehículo, gruñidos y flatulencia. Después de que Naughty Dog rechazara esta propuesta, Siller le presentó a la productora musical a Mutato Muzika y a su fundador Mark Mothersbaugh. Según Mothersbaugh, Mutato Muzika se unió a la producción después de hablar con él sin consultar a la desarrolladora, lo que resultó en una confrontación enojada entre Rubin y Siller. Cerny lo retiró de la producción luego de este incidente. La melodía estuvo compuesta por Josh Mancell y producida por Baggett. Las pistas iniciales de Muzika para el título eran maníacas e hiperactivas antes de que Baggett lo dirigiera hacia composiciones más ambientales. Los efectos de sonido fueron creados por Mike Gollom, Ron Horwitz y Kevin Spears de Universal Sound Studios. El ruido de la risa maníaca de Ripper Roo es una muestra de una hiena —con la voz de Dal McKennon— de la película La dama y el vagabundo. La actuación de voz estuvo a cargo de Brendan O'Brien, quien se puso en contacto con Rubin a través de Pearson y grabó su diálogo debajo del Teatro Hitchcock de Universal Studios Lot.

## Mercadotecnia y lanzamiento
En septiembre de 1995, Andy Gavin y Taylor Kurosaki, utilizando las conexiones de este último con el equipo de SeaQuest DSV, pasaron dos días en la bahía de edición de la serie creando una película de demostración de dos minutos, y se la dieron a un amigo para que se la mostrara a Sony Computer Entertainment. Sony agradeció la demostración, pero debido a los problemas de gestión interna la empresa no firmó el acuerdo con Universal Interactive para publicar el juego hasta marzo de 1996. Mientras se preparaba para la demostración en el E3 de 1996, el equipo decidió finalmente cambiar el nombre del personaje principal a «Crash Bandicoot», cuyo nombre se acreditó a Kurosaki y Dave Baggett, y estuvo basado en su especie animal y en la reacción de destrucción repetitiva de objetos en forma de caja. También se consideraron los apelativos «Dash», «Smash» y «Bash». El director de mercadotecnia de Universal Interactive cuestionó el nombre y se opuso al personaje de Tawna por su naturaleza sexista percibida. Aunque Naughty Dog pudo conservar el mote de «Crash Bandicoot» después de amenazar con abandonar la producción, optaron por omitir a Tawna de las entradas posteriores de la serie, basándose tanto en esta experiencia como en apaciguar los deseos de Sony.
Universal Interactive, en un intento de atribuirse el mérito del título, notificó a la desarrolladora que no se les permitió asistir al E3. Además, las copias filtradas de la portada temporal de la caja y los materiales de prensa para el evento omitieron el logotipo de la desarrolladora, en violación del contrato entre ellos y Universal Interactive. En respuesta a esta provocación, Jason Rubin redactó e imprimió 1000 copias de un documento titulado «Naughty Dog, creador y desarrollador de Crash Bandicoot» para repartir frente a la pantalla del juego en el E3. De antemano, Rubin entregó las octavillas «para revisión» a la compañía, lo que enfureció a su presidente. El título se mostró por primera vez en el E3 en mayo de 1996, y recibió reacciones entusiastas. Se mostró en la parte delantera del stand de Sony, reemplazando su elección original de Twisted Metal.
Ami Matsumura-Blaire de Sony se desempeñó como gerente de mercadotecnia de la entrega y trabajó en colaboración con Erik Moe y Chris Graves de TBWA\Chiat\Day para crear la campaña publicitaria. Moe y Graves, reconociendo que Sony buscaba establecerse como retador de Nintendo, concibieron la idea de que Crash Bandicoot inspiraba a un jugador fanático y enloquecido a vestirse como el personaje para acosar a Mario en el aparcamiento de coches de Nintendo. El equipo estableció una regla insinuando directamente que el héroe del videojuego y la persona disfrazada en el anuncio eran la misma, ya que las dos entidades tenían personalidades diferentes. Cuando el equipo de mercadotecnia fue a Seattle para filmar el comercial, crearon un trailer teaser más pequeño que mostraba el viaje de los fanes a Nintendo. El comercial se filmó cerca de un edificio de Nintendo, pero no de su sede principal, que Matsumura-Blaire sintió que estaba alineado con el humor de la campaña; ella comentó que «tendría mucho sentido que este tipo no hubiera hecho su tarea y hubiera ido por error al edificio equivocado». Se consideró filmar un comercial adicional con Sega, pero nunca se creó debido al aumento de los gastos. El desarrollo de Crash Bandicoot abarcó un total de 18 meses. Se lanzó en Norteamérica el 9 de septiembre de 1996, y en Europa el 8 de noviembre.

### Distribución japonesa
En preparación para presentar Crash Bandicoot a la división japonesa de Sony, Gavin pasó un mes estudiando anime y manga, leyendo libros en inglés sobre el tema, viendo películas japonesas y observando personajes competitivos en videojuegos. Tras la primera reunión de Naughty Dog con los ejecutivos de Sony Computer Entertainment Japón, le entregaron un documento que comparaba a Crash con Mario y Nights into Dreams. Aunque recibió una calificación favorable en el departamento de gráficos, el personaje principal y la «herencia» no japonesa del juego se consideraron puntos débiles. Las representaciones del protagonista hechas específicamente para la reunión tampoco les resultaron impresionantes a los inversores nipones. Durante un descanso después de la reunión inicial, Gavin se acercó a Charlotte Francis, la artista responsable de las representaciones, y le dio quince minutos para ajustar los rasgos faciales de Crash para que agradasen a los directivos japoneses. Sony Japón compró el videojuego para su distribución japonesa después de que se le mostrara la impresión modificada.
La versión japonesa de Crash Bandicoot se realizó con un nivel de jugabilidad más sencillo que en el lanzamiento original para atraer al mercado japonés de PlayStation, ya que ahí preferían niveles de dificultad más bajos. En los textos del título se ocultó en la medida de lo posible su origen estadounidense, sin usar para ello letras romanas. Se agregaron instrucciones de texto emergentes dadas por Aku Aku para la versión japonesa. Parte de la música de la entrega se cambió a pedido de la división para que fuera menos «nerviosa». La pantalla de una fase en la que Crash es golpeado por cajas que caen, que el jugador no había visto, se modificó después de que los niños que lo probaron informasen de que la imagen los perturbó y los molestó.
La campaña publicitaria de televisión japonesa para el videojuego incluyó un baile realizado por una botarga de Crash Bandicoot disfrazada; la danza lo creó la directora de marketing de Sony Japón, Megumi Hosoya. La música de fondo del anuncio se convirtió en el tema de apertura de las versiones japonesas de las entregas posteriores de la serie, y el éxito de la campaña influyó en Naughty Dog para incorporarlo en los juegos. Crash Bandicoot se lanzó en Japón el 9 de diciembre de 1996. Más tarde se relanzó como parte de la gama The Best for Family el 28 de mayo de 1998, y el lanzamiento de PSOne Books siguió el 12 de octubre de 2001.

## Recepción
Crash Bandicoot recibió reseñas generalmente favorables de los críticos, con Electronic Gaming Monthly y GameFan otorgándole el título de «Juego del mes». Los revisores consideraron ampliamente que la jugabilidad era estándar para su género, aunque algunos, sin embargo, la consideraron agradable y pulida; E. Storm de GameFan, quien le dio puntajes perfectos tanto al juego como a su competidor Super Mario 64, y determinó que «Mario 64 es una acción/aventura perfecta y que Crash es una acción/plataforma perfecta». Sin embargo, Zach Meston de GameSpot y un crítico de Next Generation fueron menos indulgentes, comenzando por Meston, que lo ridiculizó diciendo que era «plano como un atropello en una carretera de cuatro carriles», y luego Next Generation, declarando que era «el título menos original en llegar a una consola». Si bien la linealidad de los niveles y la falta de espacio para la exploración eran una fuerte decepción, las perspectivas cambiantes entre los niveles se reconocieron como interesantes, aunque la cámara fija hizo que los revisores tuvieran dificultades para juzgar los saltos. Se apreció la variedad proporcionada por estas perspectivas alteradas, así como las rondas de bonificación y las gemas. Al nivel de dificultad lo consideraron desafiante sin llegar a ser frustrante, aunque a Tommy Glide de GamePro y a Dan Tsu de Electronic Gaming Monthly, respectivamente, les pareció que los jefes y los enemigos eran fáciles de eliminar. Aunque Nebojsa Radakovic de GameRevolution aplaudió los controles, los críticos en general los consideraron satisfactorios aunque algo lentos. John Scalzo de Gaming Target describió los entornos como «coloridos y detallados», y mencionó el puente nevado y los niveles de los templos como sus favoritos. Sin embargo, señaló que los personajes jefes parecían ser notablemente poligonales en comparación con los otros personajes debido a su gran tamaño. Agregó que esta falla era excusable debido a la edad y que, de lo contrario, los gráficos eran casi perfectos. Un crítico de PlayStation Official Magazine – UK consideró que los puntos de guardado estaban «un poco fuera de lugar», señalando una parte de la segunda isla en la que no hay un punto de guardado en tres niveles.
Las imágenes fueron elogiadas y los críticos las declararon como las mejores vistas en una consola de quinta generación. Se prestó especial atención a las texturas con sombreado Gouraud, a los fondos coloridos y detallados, a la iluminación y las sombras, la animación fluida, y a los efectos especiales como llamas y la transparencia del agua. Sin embargo, Radakovic sintió que el sombreado estaba «casi demasiado bien hecho», alegando que hacía que el título fuera más difícil al hacer que los pozos parecieran sombras y viceversa. Al estilo visual lo compararon con el de una caricatura, y Glide señaló que las animaciones de la muerte de Crash «le dan un torque de Warner Bros». El personaje ha sido bien recibido por su peculiar diseño y sus gestos, aunque Glide consideró que los diseños de los rivales eran dóciles.
Las reacciones al audio fueron en general positivas. E. Storm elogió la calidad y la producción de la banda sonora hecha con el sistema PCM, y afirmó que «cuando te subas al cerdo querrás chillar "¡yee-haw!", y cuando estés en medio de Castle Machinery te sentirás como un maldito George Jetson». Glide elogió los efectos de sonido como «excelentes», aunque sintió que la «música sutil y discreta podía parecer una tontería para algunos». Dan Toose de Hyper elogió la composición sonora como una adición a la presentación caricaturesca. En 2009, Jim Sterling de Destructoid declaró que el juego ha envejecido mal desde su lanzamiento inicial debido a la falta de compatibilidad con los joysticks DualShock, y también al tener el enfoque de cámara y los controles de salto y de giro deficientes. En 2015, el personal de Fact clasificó la partitura de Mancell como la 69.ª mejor banda sonora de videojuegos, y la describió como «los mejores riffs de Funky house de este lado de Crazy Cousins». En 2018, el título ocupó el puesto 179 en la lista de Games TM de los «200 mejores juegos de todos los tiempos».

## Ventas
Crash Bandicoot llegó a ser todo un éxito comercial. En los Estados Unidos, el juego fue el segundo título de PlayStation más alquilado en Blockbuster Video en su primer mes antes de encabezar la lista el mes siguiente y permanecer entre los diez primeros durante los dos meses siguientes. Vendió más de 1 millón de unidades en todo el mundo en 1996, incluyendo 640 000 copias en los Estados Unidos y Europa, convirtiéndose en el cuarto y quinto videojuego de la consola más vendido de 1996 en dichos territorios, respectivamente. En Australia, el título vendió más de 100 000 copias en su primer mes de lanzamiento.
El éxito de Crash Bandicoot continuó en 1997, en el que fue el décimo videojuego más vendido en los Estados Unidos. En mayo de 1997, se convirtió en la primera entrega no japonesa en recibir un «Premio de oro» en Japón por ventas de más de 500.000 unidades, y en septiembre, se incluyó en el rango de Grandes éxitos.
A fines de febrero de 1998, sus ventas en los Estados Unidos alcanzaron 1,5 millones de unidades, mientras que las ventas en Japón y Europa alcanzaron las 610 000 y 725 000 unidades, respectivamente. Las ventas continuaron hasta 1998: PC Data rastreó 771 809 ventas nacionales de Crash Bandicoot durante el año, lo que generó 16 millones de dólares en ingresos y lo convirtió en el décimo lanzamiento de PlayStation más vendido del año en dicho país. El juego pasó casi dos años en las listas de ventas de PlayStation de los 20 mejores de NPD TRSTS antes de finalmente caer en septiembre de 1998. En Australia, fue el cuarto videojuego de consola doméstica más vendido de 1998.
En el festival Milia de 1999 en Cannes, Crash Bandicoot se llevó a casa un premio de «Oro» por ingresos superiores a 17 millones de euros en la Unión Europea durante 1998. En febrero de 1999, se habían enviado 4,49 millones de copias a minoristas de todo el mundo. Hasta noviembre de 2003, el título ha vendido más de 6,8 millones de unidades en todo el mundo, lo que lo convierte en uno de los videojuegos de PlayStation más vendidos de todos los tiempos y el más vendido en el ranking de ventas en los Estados Unidos.

## Legado
Tras el lanzamiento de Crash Bandicoot, Naughty Dog desarrolló y sacó dos secuelas, Crash Bandicoot 2: Cortex Strikes Back (1997) y Crash Bandicoot: Warped (1998), y un juego de carreras de karts, Crash Team Racing (1999), todas con gran éxito, tanto crítica como comercialmente. La serie estableció la reputación de Naughty Dog en la industria de los videojuegos, y encontraron más éxito con otras series Jak and Daxter, Uncharted y The Last of Us; Posteriormente recrearon un nivel de Crash Bandicoot dentro de su título de 2016, Uncharted 4: El desenlace del ladrón. Después de que el acuerdo de publicación entre Universal Interactive y Sony terminara en 2000, diferentes desarrolladores desarrollaron varias entregas para la franquicia que recibieron críticas mixtas.
Crash Bandicoot se lanzó en PlayStation Network en los Estados Unidos el 4 de diciembre de 2006, y en Europa el 22 de junio de 2007. Durante el E3 de 2016, Sony anunció que, como parte del vigésimo aniversario de la serie, Vicarious Visions remasterizaría los tres primeros videojuegos en una compilación titulada Crash Bandicoot N. Sane Trilogy, y lanzado para PlayStation 4 el 30 de junio de 2017. Dark Horse Comics reimprimió la biblia del desarrollador original de Crash Bandicoot como una publicación de tapa dura titulada The Crash Bandicoot Files: How Willy the Wombat Sparked Marsupial Mania, que fue lanzando el 27 de marzo de 2018.

### Citas
1. ↑  Meston, 1996, p. Back cover.
2. 1 2  Universal Interactive, 1997, p. 4.
3. 1 2 3  «Welcome to the Jungle». Electronic Gaming Monthly (en inglés) (Ziff Davis) (85): 56-59. agosto de 1996.
4. ↑  Universal Interactive, 1997, p. 5.
5. ↑  Universal Interactive, 1997, pp. 8–9.
6. ↑  Universal Interactive, 1997, pp. 9–10.
7. ↑  Universal Interactive, 1997, p. 11.
8. ↑  Meston, 1996, p. 130.
9. ↑  Universal Interactive, 1997, p. 12.
10. ↑  Meston, 1996, p. 131.
11. ↑  Pearson, 1995, p. 23.
12. ↑  «Crash Bandicoot – Twenty Questions». Naughty Dog (en inglés). Archivado desde el original el 22 de agosto de 2008. Consultado el 2 de febrero de 2009. «Crash es un Perameles gunnii, del orden POLYPROTODONTA, familia Peramelidae, comúnmente conocido como Eastern Barred Bandicoot.»
13. ↑  Universal Interactive, 1997, p. 3.
14. ↑  Naughty Dog. Crash Bandicoot.  Sony Computer Entertainment. PlayStation.  Nivel/área: Secuencia de apertura. 9 de septiembre de 1996. “Doctor Nitrus Brio: ¡Pero Doctor Cortex, no hemos determinado la causa de los fracasos pasados! / Doctor Neo Cortex: ¡Imbécil! ¡Este bandidot será mi general y guiará a mis Cortex Commandos a la dominación mundial! ¡Esta vez reinaré triunfante!”
15. ↑  Toys for Bob. Crash Bandicoot 4: It's About Time.  Activision. PlayStation 4, Xbox One.  Nivel/área: The Past Unmasked. 2 de octubre de 2020. “Doctor Neo Cortex: (en un monitor de televisión visto por Crash y Coco) Estamos más cerca que nunca. ¡Rápidamente! ¡En el vórtice! / Doctor Nitrus Brio: Pero Doctor Cortex, el Vortex no está listo. ¡No tenemos idea de lo que podría hacer! (se ríe nerviosamente) / (Crash se inclina casualmente contra un botón «X» cercano, lo que hace que una fuente de energía similar a una bombilla salte y se estrelle contra el suelo. Coco suspira. Un mensaje que dice «Bandicoot 1.0 RECHAZADO» parpadea en el monitor) / Doctor Neo Cortex: Otro fracaso! / Coco: Eso explica mucho.”
16. ↑  Universal Interactive, 1997, p. 22.
17. ↑  Toys for Bob. Crash Bandicoot 4: It's About Time.  Activision. PlayStation 4, Xbox One.  Nivel/área: Flashback Tape 11: Cortex Vortex Pre-Check. 2 de octubre de 2020.
18. ↑  Toys for Bob. Crash Bandicoot 4: It's About Time.  Activision. PlayStation 4, Xbox One.  Nivel/área: Flashback Tape 21: The Gauntlet. 2 de octubre de 2020.
19. ↑  Mooney, Shane (2001). «Crash Bandicoot: The Wrath of Cortex Official Strategy Guide». BradyGames (en inglés). p. 136. ISBN 0-7440-0129-3.
20. ↑  Meston, 1996, p. 153.
21. ↑  Harmon, Amy (5 de enero de 1995). «MCA Branching Out to Video Game Publishing». Los Angeles Times (en inglés) (Los Angeles). Consultado el 11 de septiembre de 2021.
22. 1 2 3 4 5  Barnes, Adam (8 de septiembre de 2021). «Crash Bandicoot turns 25 – How Naughty Dog transformed Willie the Wombat into a PlayStation icon». GamesRadar+ (en inglés). Future plc. Archivado desde el original el 12 de septiembre de 2021. Consultado el 11 de septiembre de 2021.
23. 1 2 3 4  «CES Quick Hits: Way of the Warrior». GamePro (en inglés) (IDG Communications) (57): 102. abril de 1994.
24. 1 2 3 4 5 6 7  Moriarty, Colin (4 de octubre de 2013). «Rising to Greatness: The History of Naughty Dog». IGN (en inglés). Ziff Davis. Archivado desde el original el 26 de noviembre de 2013. Consultado el 31 de diciembre de 2013.
25. 1 2 3 4 5 6 7 8 9 10 11 12  «Crash Bandicoot – Time Line» (en inglés). Naughty Dog. Archivado desde el original el 4 de junio de 2004. Consultado el 8 de marzo de 2010.
26. 1 2 3 4 5  Gavin, Andy (2 de febrero de 2011). «Making Crash Bandicoot - part 1» (en inglés). All Things Andy Gavin. Archivado desde el original el 16 de junio de 2016. Consultado el 7 de febrero de 2011.
27. 1 2  Meston, 1996, p. 8.
28. ↑  «From Rags to Riches: Way of the Warrior to Crash 3». Game Informer (en inglés) (Estados Unidos) (66): 18-19. octubre de 1998.
29. 1 2 3 4 5 6 7 8  Gavin, Andy (3 de febrero de 2011). «Making Crash Bandicoot - part 2» (en inglés). All Things Andy Gavin. Archivado desde el original el 7 de julio de 2017. Consultado el 7 de febrero de 2011.
30. ↑  Superannuation (15 de enero de 2014). «How Much Does It Cost To Make A Big Video Game?» (en inglés). Kotaku. Archivado desde el original el 26 de noviembre de 2022. Consultado el 23 de noviembre de 2015. «Crash Bandicoot - $1.7 millones - Durante una presentación de la Conferencia de desarrolladores de juegos australianos de 2004, el cofundador de Naughty Dog, Jason Rubin, dijo que el presupuesto de desarrollo para su plataforma de juegos PlayStation ha sido de 1.7 millones de dólares.»
31. ↑  «Naughty Dog Chat Transcript». IGN (en inglés). Snowball.com. 16 de junio de 2000. Archivado desde el original el 8 de noviembre de 2012. Consultado el 17 de abril de 2021.
32. 1 2  Meston, 1996, p. 10.
33. 1 2 3 4 5 6 7 8 9 10 11 12 13 14  Hester, Blake (22 de junio de 2017). «Crash Bandicoot: An oral history». Polygon (en inglés). Vox Media. Archivado desde el original el 24 de junio de 2017. Consultado el 4 de noviembre de 2020.
34. ↑  Tucker, 2018, p. 123.
35. ↑  Pearson, 1995, pp. 7–8.
36. ↑  Pearson, 1995, pp. 9–11.
37. ↑  Meston, 1996, pp. 11–12.
38. ↑  Tucker, 2018, p. 23.
39. 1 2  «Crash Gallery – Character Sketches – Crash 1». Naughty Dog (en inglés). Archivado desde el original el 6 de junio de 2004. Consultado el 10 de agosto de 2008.
40. ↑  Pearson, 1995, p. 15.
41. 1 2  Loveridge, Sam (9 de septiembre de 1996). «20 things you didn't know about Crash Bandicoot». Digital Spy (en inglés). Hearst Communications. Archivado desde el original el 18 de agosto de 2020. Consultado el 23 de noviembre de 2020.
42. ↑  Dornbush, Jonathon (28 de julio de 2020). «Crash: How PlayStation's Answer to Mario Became His Own Bandicoot». IGN (en inglés). Ziff Davis. Archivado desde el original el 28 de julio de 2020. Consultado el 2 de agosto de 2021.
43. ↑  Tucker, 2018, p. 125.
44. ↑  Tucker, 2018, pp. 173, 178.
45. ↑  «Crash Gallery – Background Studies – Crash 1» (en inglés). Naughty Dog. Archivado desde el original el 28 de julio de 2008. Consultado el 8 de marzo de 2010.
46. 1 2 3 4 5 6 7  Gavin, Andy (4 de febrero de 2011). «Making Crash Bandicoot – part 3». All Things Andy Gavin (en inglés). Archivado desde el original el 7 de julio de 2011. Consultado el 7 de febrero de 2011.
47. 1 2  Rafei, Bob; Pangilinan, Erick (2014). «The Art of Naughty Dog».  En Brendan Wright, ed. Dark Horse Comics (en inglés). p. 20. ISBN 978-1-61655-725-6.
48. ↑  Meston, 1996, p. 9.
49. ↑  Fahey, Mike (19 de julio de 2015). «Crash Bandicoot Could Have Had These Sweet Animated Cutscenes». Kotaku (en inglés). Gawker Media. Archivado desde el original el 21 de julio de 2015. Consultado el 15 de abril de 2021.
50. ↑  Good, Owen S. (19 de julio de 2015). «Long-lost Crash Bandicoot animation was for the game first, a cartoon series second». Polygon (en inglés). Vox Media. Archivado desde el original el 21 de julio de 2015. Consultado el 15 de abril de 2021.
51. ↑  Gavin, Andy (5 de febrero de 2011). «Making Crash Bandicoot – part 4». All Things Andy Gavin (en inglés). Archivado desde el original el 7 de julio de 2011. Consultado el 2 de marzo de 2011.
52. ↑  Tucker, 2018, p. 9.
53. 1 2 3 4 5  Gavin, Andy (6 de febrero de 2011). «Making Crash Bandicoot – part 5». All Things Andy Gavin (en inglés). Archivado desde el original el 7 de julio de 2011. Consultado el 2 de marzo de 2011.
54. ↑  White, Stephen; Gavin, Andy (12 de noviembre de 1999). «Teaching an Old Dog New Bits: How Console Developers are Able to Improve Performance When the Hardware Hasn't Changed». Gamasutra (en inglés). UBM Tech. Archivado desde el original el 12 de mayo de 2012. Consultado el 20 de abril de 2021.
55. ↑  Tanguay, Dan (20 de julio de 2017). «Previously Unreleased Stormy Ascent Level Out Today for Crash Bandicoot N-Sane Trilogy». PlayStation.Blog (en inglés). Sony Interactive Entertainment. Archivado desde el original el 31 de marzo de 2020. Consultado el 18 de abril de 2021.
56. 1 2 3 4 5  Gavin, Andy (7 de febrero de 2011). «Making Crash Bandicoot – part 6». All Things Andy Gavin (en inglés). Archivado desde el original el 7 de julio de 2011. Consultado el 2 de marzo de 2011.
57. ↑  Universal Interactive, 1997, p. 24.
58. ↑  Naughty Dog. Crash Bandicoot.  Sony Computer Entertainment. PlayStation.  Nivel/área: Creditos. 9 de septiembre de 1996. “Caracterización de la voz: Brendan O'Brien”
59. ↑  DeLaHunt, 2004, pp. 11–13.
60. 1 2  «Q&A: The Producer/Animator on Crash 3». PlayStation: The Official Magazine (en inglés) (Imagine Media) (10): 18-19. junio de 1998.
61. ↑  «Naughty Dog – 30 Year Timeline». Naughty Dog. Archivado desde el original el 27 de septiembre de 2015. Consultado el 7 de agosto de 2016.
62. ↑  «Checkpoint: Events and Software Releases». Computer and Video Games (en inglés) (Reino Unido: EMAP) (180): 49. noviembre de 1996. Consultado el 5 de mayo de 2017.
63. ↑  «CTW Games Guide». Computer and Video Games (en inglés) (Reino Unido) (612): 36. 4 de noviembre de 1996.
64. ↑  DeLaHunt, 2004, p. 7.
65. ↑  «PlayStation Expo: Sony Shows Off in Japan». Next Generation (en inglés) (Imagine Media): 15. enero de 1997.
66. ↑  DeLaHunt, 2004, pp. 10–11.
67. ↑  «Crash Bandicoot – Crash Around The World». Naughty Dog (en inglés). Archivado desde el original el 4 de junnio de 2004. Consultado el 21 de abril de 2021.
68. ↑  DeLaHunt, 2004, p. 9.
69. ↑  «クラッシュ・バンディクー まとめ [PS]». Famitsu (en japonés) (Kadokawa Corporation). Archivado desde el original el 24 de julio de 2015. Consultado el 18 de julio de 2015.
70. 1 2  «Crash Bandicoot for PlayStation». GameRankings (en inglés). CBS Interactive. Archivado desde el original el 23 de marzo de 2010. Consultado el 10 de marzo de 2010.
71. 1 2 3 4 5 6 7 8 9  Lomas, Ed; Davies, Paul; Guise, Tom (noviembre de 1996). «Cover Story: Crash Bandicoot». Computer and Video Games (en inglés) (EMAP) (180): 70-73. Consultado el 22 de abril de 2021.
72. 1 2 3 4 5 6 7 8 9 10 11 12 13 14  Smith, Shawn; Hsu, Dan; Boyer, Crispin; Sushi-X (octubre de 1996). «Review Crew: Crash Bandicoot». Electronic Gaming Monthly (en inglés) (Ziff Davis) (87): 60.
73. 1 2 3 4  E. Storm; Nick Rox; Orion (octubre de 1996). «Viewpoint». GameFan (en inglés) (Metropolis): 18. Consultado el 22 de abril de 2021.
74. 1 2 3 4 5 6 7  Reiner, Andrew; Storm, Jon; McNamara, Andrew (septiembre de 1996). «Cover Story – Crash Bandicoot». Game Informer (en inglés) (Funco) (41): 8-9. Consultado el 8 de abril de 2021.
75. 1 2 3 4 5 6 7 8 9 10  Radakovic, Nebojsa (4 de junio de 2004). «Crash Bandicoot review for the PS». GameRevolution (en inglés). Net Revolution Inc. Archivado desde el original el 24 de mayo de 2007. Consultado el 23 de abril de 2021.
76. 1 2 3  Meston, Zach (1 de diciembre de 1996). «Crash Bandicoot Review for PlayStation at GameSpot». GameSpot (en inglés). CNET Networks. Archivado desde el original el 11 de octubre de 2003. Consultado el 22 de abril de 2021.
77. ↑  «Crash Bandicoot». Hobby Consolas (61): 64. octubre de 1996.
78. ↑  «El análisis original de Crash Bandicoot para PlayStation». Hobby Consolas. 3 de noviembre de 2017. Archivado desde el original el 7 de julio de 2022. Consultado el 17 de diciembre de 2023.
79. 1 2 3 4 5 6 7  «PlayStation: Crash Bandicoot». IGN (en inglés). Imagine Media. 21 de noviembre de 1996. Archivado desde el original el 12 de junio de 2002. Consultado el 17 de abril de 2021.
80. 1 2 3 4 5 6  «PlayTest: Crash Bandicoot». PlayStation Official Magazine – UK (en inglés) (Future Publishing) (10): 56-61. septiembre de 1996.
81. 1 2 3 4 5 6 7  Burchill, Roger (octubre de 1996). «PlayStation Review: Crash Bandicoot». Game Players (en inglés) (Imagine Publishing) (89): 101.
82. 1 2 3 4 5 6 7 8 9  Toose, Dan. «PlayStation Review: Crash Bandicoot». Hyper (en inglés) (Otter Publications) (36): 36-37. Consultado el 22 de abril de 2021.
83. 1 2 3 4 5  «No New Tricks». Next Generation (en inglés) (Imagine Media) (23): 267. noviembre de 1996. Consultado el 22 de abril de 2021.
84. 1 2  Scalzo, John (16 de agosto de 2002). «Crash Bandicoot PSOne Review @ Gaming Target» (en inglés). Gaming Target. Archivado desde el original el 13 de octubre de 2022. Consultado el 3 de abril de 2011.
85. 1 2 3 4 5 6 7 8  Glide, Tommy (octubre de 1996). «ProReview: Crash Bandicoot». GamePro (IDG) (97): 78-79. Consultado el 22 de abril de 2021.
86. 1 2 3 4 5  E. Storm. «PlayStation Reviews: Crash Bandicoot». GameFan (Metropolis): 60-63. Consultado el 23 de abril de 2021.
87. ↑  Sterling, Jim (7 de noviembre de 2009). «Ten 'classic' games that did not age well». Destructoid (en inglés). Archivado desde el original el 11 de noviembre de 2009. Consultado el 11 de febrero de 2011.
88. ↑  Brad, Stabler; John, Twells; Miles, Bowe; Wilson, Scott; Lea, Tom (18 de abril de 2015). «The 100 greatest video game soundtracks». FACT. The Vinyl Factory. Archivado desde el original el 21 de abril de 2016. Consultado el 9 de octubre de 2021.
89. ↑  «The 200 Greatest Games of All Time». GamesTM (Future Publishing) (200): 6. mayo de 2018.
90. ↑  «Blockbuster Video October Hot Rentals». GamePro (en inglés) (IDG) (97): 143. octubre de 1996.
91. ↑  «Blockbuster Video November Hot Rentals». GamePro (en inglés) (IDG) (98): 206. noviembre de 1996.
92. ↑  «Blockbuster Video December Hot Rentals». GamePro (en inglés) (IDG) (99): 253. diciembre de 1996.
93. ↑  «Blockbuster Video January Hot Rentals». GamePro (en inglés) (IDG) (100): 191. enero de 1997.
94. ↑  «Who won the videogame wars of 1996?». Next Generation (en inglés) (Imagine Publishing) (28): 19. abril de 1997. Consultado el 21 de octubre de 2021.
95. ↑  Screen Digest (en inglés). Screen Digest. 1997. p. 132. «A pesar del lanzamiento anterior en los EE. UU., las ventas de juegos de consola de próxima generación ya pueden estar bastante equilibradas entre los EE. UU. y Europa, con los títulos de PlayStation Tekken II y Crash Bandicoot, por ejemplo, vendiendo 470 000 y 340 000. en Estados Unidos y 420 000 y 300 000 en Europa respectivamente.»
96. ↑  «Top-Selling PlayStation Titles (1996)». Screen Digest (en inglés) (Screen Digest Limited): 130. 1997.
97. ↑  «Has video killed pop». The Sydney Morning Herald (en inglés). 12 de julio de 1998. p. 114. Consultado el 8 de noviembre de 2021 – via Newspapers.com.
98. ↑  Famighetti, Robert (1999). «Top-Selling Video Games, 1997». The World Almanac and Book of Facts, 1999 (en inglés). World Almanac Books. p. 188. ISBN 978-0-88687-832-0. «Fuente: Servicio de seguimiento de videojuegos TRSTS de NPD, The NPD Group, Inc., Port Washington, NY; clasificado por unidades vendidas».
99. ↑  «PlayStation Greatest Hits: Complete List». IGN (en inglés). 9 de enero de 2002. Archivado desde el original el 7 de marzo de 2002. Consultado el 16 de enero de 2022.
100. ↑  Johnston, Chris (3 de marzo de 1998). «Five Million Bandicoots». GameSpot (en inglés). GameSpot Inc. Archivado desde el original el 6 de diciembre de 1998. Consultado el 24 de abril de 2021.
101. ↑  «High Scores: Top Titles in the Game Industry». Feed Magazine (en inglés). 22 de abril de 1999. Archivado desde el original el 8 de mayo de 1999. Consultado el 24 de abril de 2021.
102. ↑  «Top 20 Console Games Ranked by Units Sold, 1998–2013». Screen Australia (en inglés). Gobierno de Australia. Archivado desde el original el 3 de septiembre de 2016. Consultado el 22 de octubre de 2021.
103. ↑  «Milia News; ECCSELL Awards Name Winners». GameSpot (en inglés). ZDNet. 12 de febrero de 1999. Archivado desde el original el 30 de agosto de 1999. Consultado el 11 de julio de 2019.
104. ↑  «Sony Recaps Crash Sales». GameDaily (en inglés). Cyberactive Media Group. 25 de febrero de 1999. Archivado desde el original el 20 de mayo de 2001. Consultado el 17 de septiembre de 2018.
105. ↑  Guinness World Records Gamer's Edition 2015 (en inglés). Guinness World Records. 2014. p. 54. ISBN 978-1-908-84366-1.
106. ↑  «Blast From the Past: NPD Group Looks At Best-Selling Games For N64, PlayStation and More». Gaming (en inglés) (CBS Interactive). 4 de noviembre de 2018. Archivado desde el original el 4 de mayo de 2021. Consultado el 4 de mayo de 2021.
107. ↑  Schreier, Jason (13 de mayo de 2016). «Let's Talk About That One Scene In Uncharted 4». Kotaku (en inglés) (Allure Media). Archivado desde el original el 14 de mayo de 2016. Consultado el 3 de mayo de 2021.
108. ↑  Grant, Christopher (6 de diciembre de 2006). «Joystiq Guide: PSone downloads hit the PSP (by way of the PS3)». Engadget (en inglés). AOL. Archivado desde el original el 5 de febrero de 2016. Consultado el 17 de abril de 2021.
109. ↑  Kohler, Chris. «PSone Downloads: Europe Gets The Other End Of The Shaft». Wired (en inglés) (Condé Nast). Archivado desde el original el 18 de abril de 2014. Consultado el 17 de abril de 2021.
110. ↑  Davis, Justin (13 de junio de 2016). «E3 2016: Three Crash Bandicoot Remasters Announced». IGN (en inglés). Ziff Davis. Archivado desde el original el 14 de junio de 2016. Consultado el 17 de abril de 2021.
111. ↑  Goldfarb, Andrew (16 de febrero de 2017). «Crash Bandicoot N. Sane Trilogy Release Date Announced». IGN (en inglés). Ziff Davis. Archivado desde el original el 16 de febrero de 2017. Consultado el 17 de abril de 2021.
112. ↑  Polo, Susana; Oh, Ashley (22 de marzo de 2018). «Dark Horse publishing Crash Bandicoot Files artbook». Polygon (en inglés). Vox Media. Archivado desde el original el 22 de marzo de 2018. Consultado el 19 de abril de 2021.